# بي إم دبليو آر 1200 جي اس
بي إم دبليو آر1200 جي اس (بالإنجليزية: BMW R1200GS)‏ هي دراجة نارية من تصنيع بي إم دبليو.